# Менора-Мівтахім Арена
Яд-Еліягу Арена (івр. היכל יד אליהו), відома як арена Менора-Мівтахім (היכל מנורה מבטחים) і раніше як Nokia Arena (היכל נוקיה) згідно зі спонсорськими угодами — велика багатоцільова спортивна крита арена, розташована на південному сході Тель-Авіва, Ізраїль. Арена в основному використовується для проведення тенісних, баскетбольних матчів і концертів.
Це одна з головних спортивних споруд у Великому Тель-Авіві. Арена належить муніципалітету Тель-Авіва та управляється компанією Sports Palaces Ltd., яка також повністю належить муніципалітету (яка також керує стадіоном Блумфілд і Драйв-ин Ареною).
1 січня 2015 року арена змінила назву на Menora Mivtachim Arena.

## Історія
Арена була відкрита 17 вересня 1963 року грою між національними баскетбольними командами Ізраїлю та Югославії, в якому перемогли югослави з рахунком 69–64. У перші роки свого існування арена вміщувала 5 000 глядачів, мала лише бетонні трибуни без сидінь і даху.
У 1972 році був побудований другий ярусний поверх, що збільшив місткість до 10 000 глядачів. Бетонні трибуни були покриті сидіннями, а арена — дахом. Подальші реконструкції у 2005—2007 роках дали змогу модернізувати арену, додати комерційні приміщення і збільшити її місткість до 10 383 стаціонарних місць, 10 823 місць для баскетбольних матчів і 5 941 місце для концертів.

## Події

### Спорт
Це домашня арена баскетбольного клубу Маккабі Тель-Авів, що входить до складу спортивного клубу Маккабі Тель — Авів. Вона приймала фінал чотирьох ізраїльської Суперліги, фінал чотирьох матчів Кубка Ізраїлю та більшість домашніх ігор національної збірної Ізраїлю з баскетболу.
Вона приймала Матч всіх зірок ФІБА ЄвроСтарз у 1997 році, фінальний матч Кубка європейських чемпіонів FIBA (нині — Євроліга) сезону 1971—1972 років та Фінал чотирьох Євроліги 1994 та 2004 років. Арена також використовувалася для проведення одного з групових етапів Євробаскету 2017 та Фіналу чотирьох Кубка Європи ФІБА 2020–21.
З інших видів спорту тут також проводився матч Світової групи Кубка Девіса 1989 року між Ізраїлем і Францією та чвертьфінал Кубка Девіса 2009 року між Ізраїлем і Росією в липні 2009 року.

### Концерти та виступи
На арені виступали різні музичні групи, такі як: Teen Angels, Lali, Scorpions, Пол Анка, Take That, Род Стюарт, Ніл Седака, Сінді Лопер, LMFAO, Westlife, Five, Філіп Кіркоров, Хуан Луїс Герра, Наталія Орейро, Аліша Кіз, Шарль Азнавур, Шон Пол, Хуліо та Енріке Іглесіас.
У рамках міжнародного туру Mamma Mia! на арені пройшло 24 концерти. На арені також проходили шоу міжнародного туру Alegría Цирку дю Солей. 19 і 20 грудня 2015 року на арені відбувся перший живий виступ коміка Джеррі Сайнфельда в Ізраїлі. Усі чотири шоу коміка пройшли з аншлагом.

## Галерея

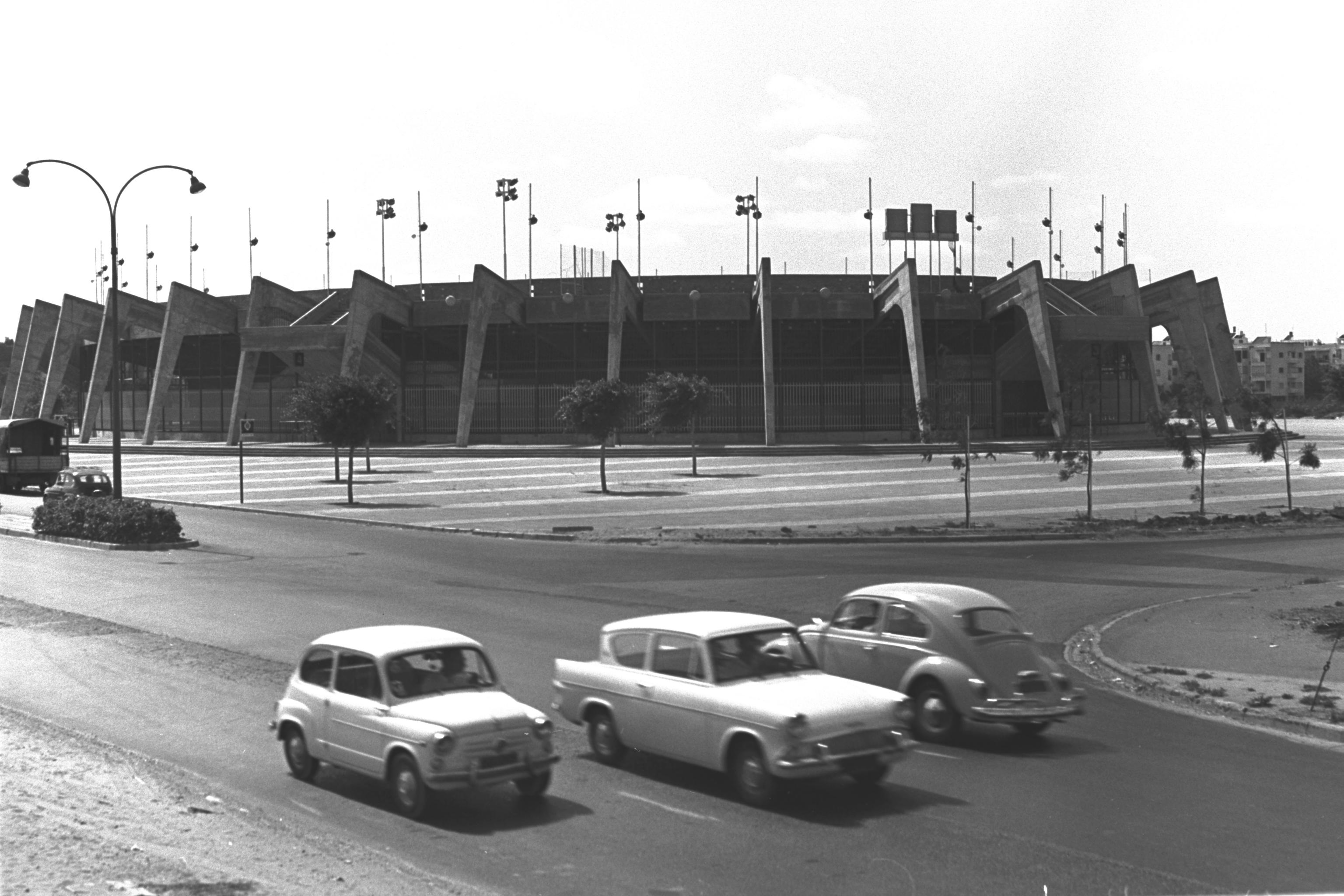
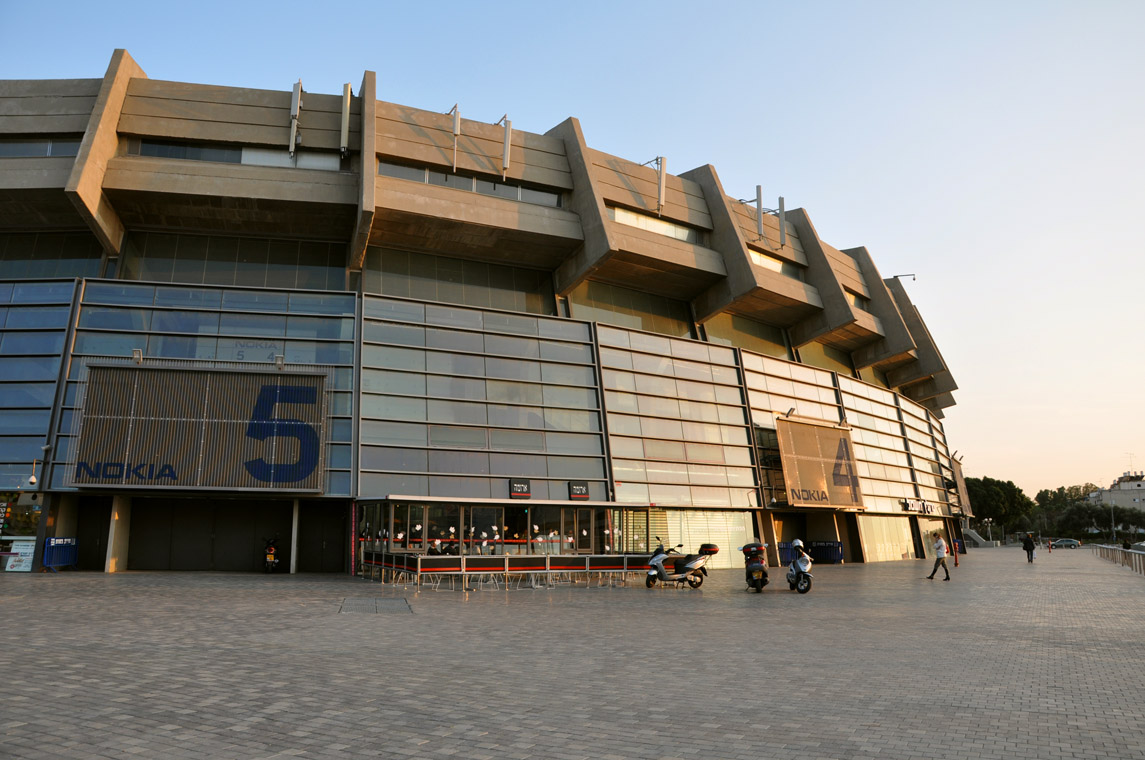
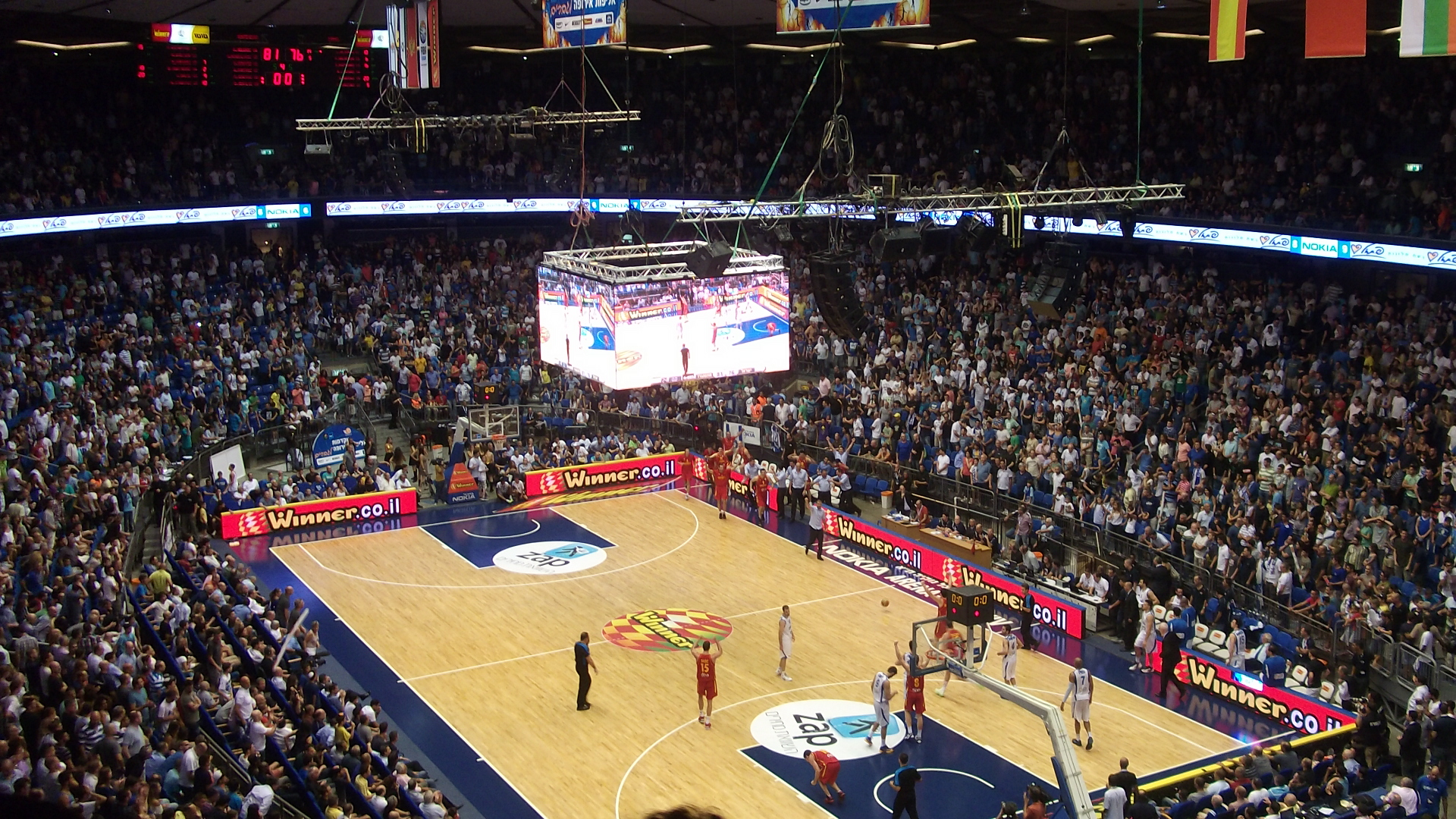
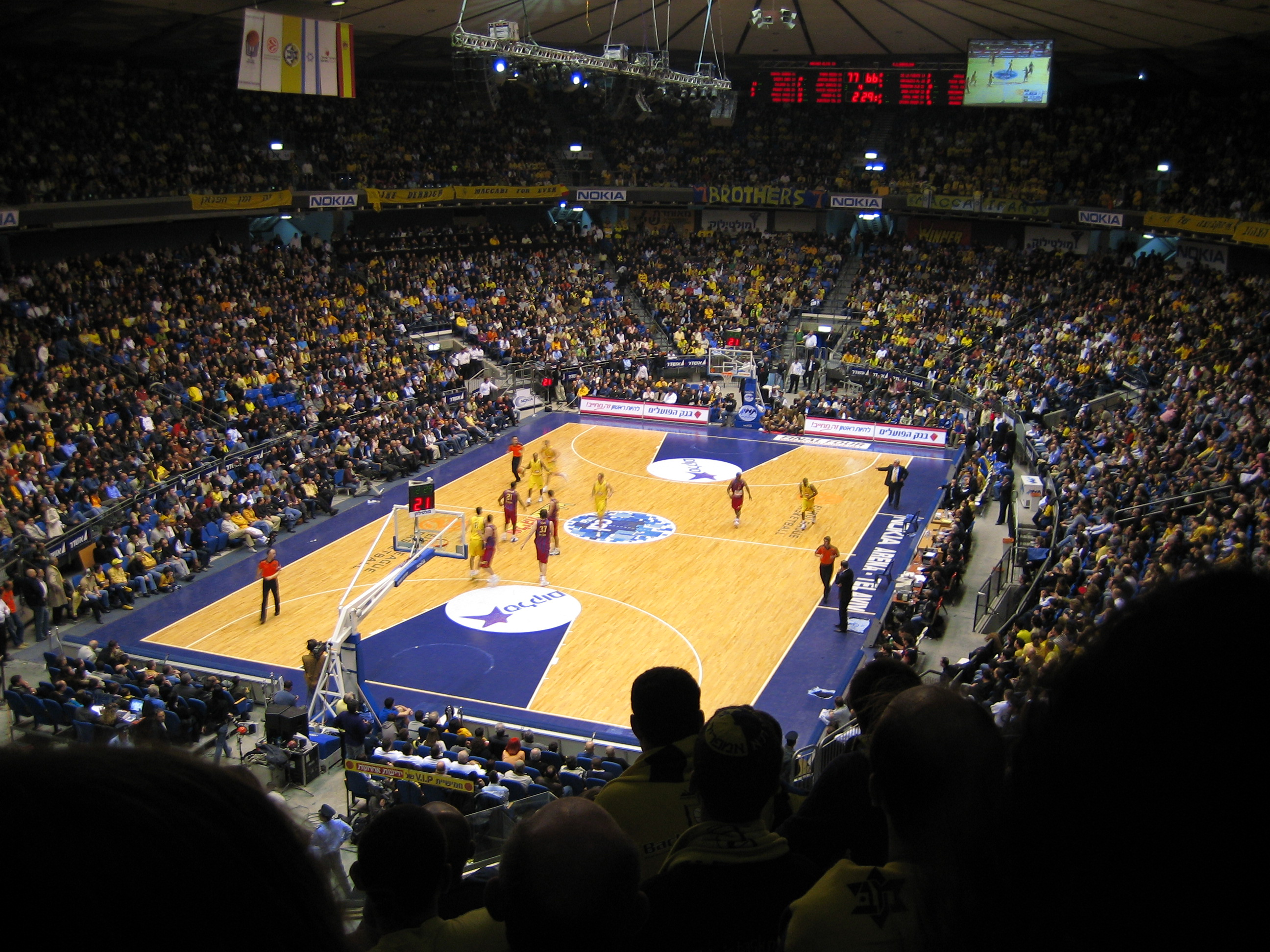
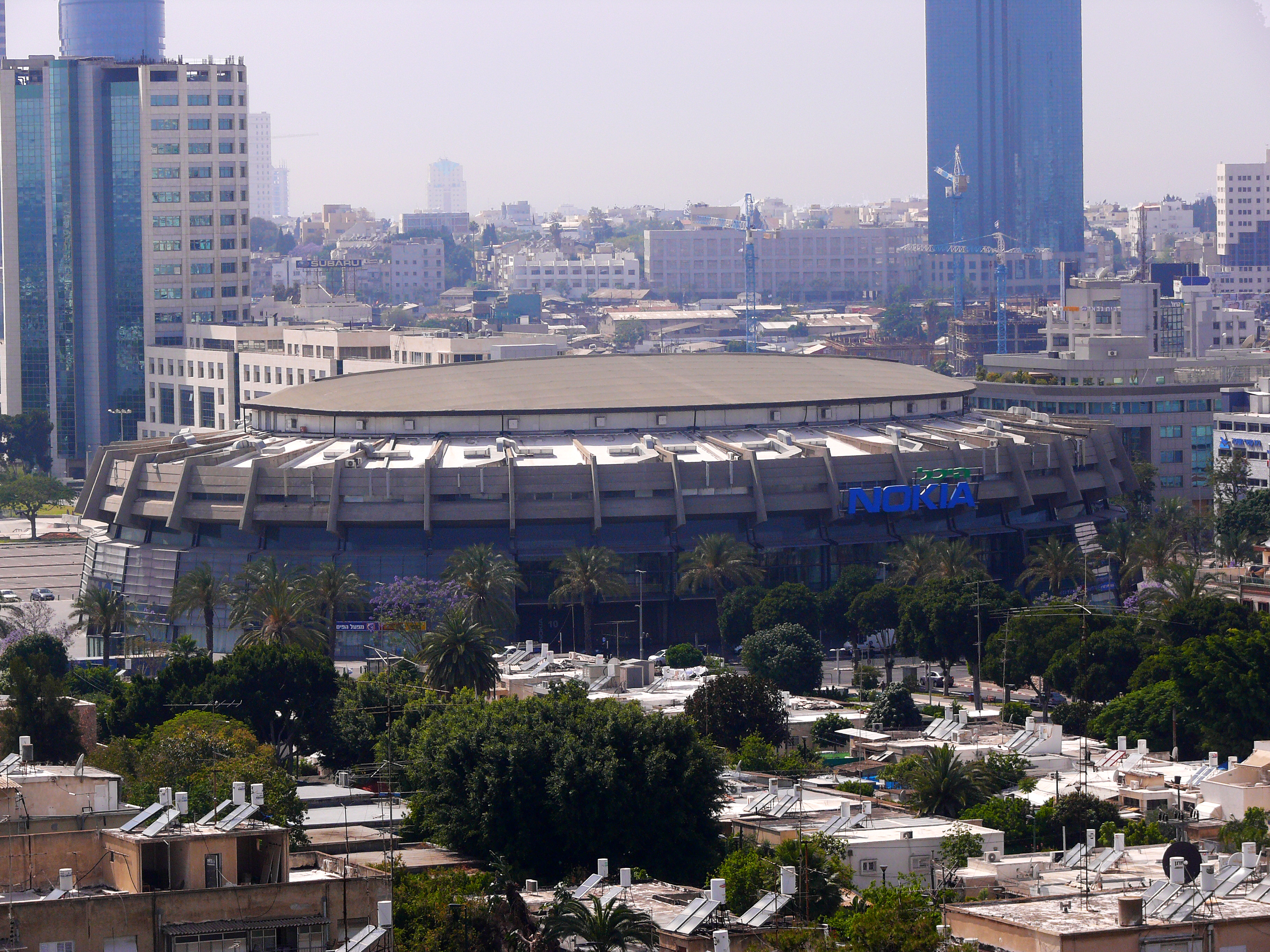
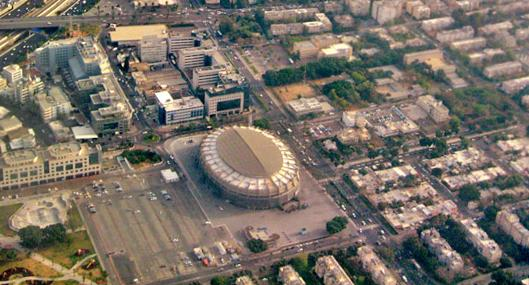
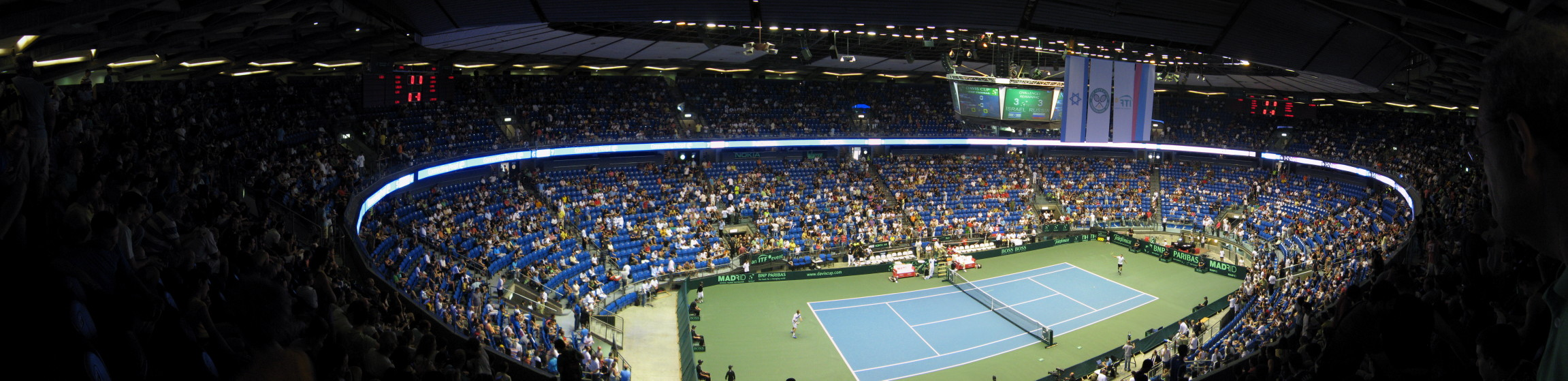